# کلودیا الکساندر
کلودیا الکساندر (انگلیسی: Claudia Alexander; ۳۰ مهٔ ۱۹۵۹ – ۱۱ ژوئیهٔ ۲۰۱۵) یک دانشمند محقق آمریکایی متولد کانادا و متخصص در ژئوفیزیک و علوم سیاره‌ای بود. او برای سازمان زمین‌شناسی ایالات متحده و آزمایشگاه پیش‌رانش جت ناسا کار می‌کرد. او آخرین مدیر پروژه مأموریت گالیله ناسا برای اکتشاف مشتری بود و تا زمان مرگش به عنوان مدیر پروژه و دانشمند ناسا در مأموریت روزتا به رهبری اروپا برای مطالعه دنباله‌دار چوریوموف-گراسیمنکو خدمت می‌کرد. کلودیا الکساندر در سن ۵۶ سالگی در آرکادیا، کالیفرنیا درگذشت.

## اوایل زندگی
الکساندر در ونکوور، بریتیش کلمبیا، کانادا به دنیا آمد. مادرش جاستینا ویلیامز الکساندر کتابدار شرکت اینتل بود. پدر او هارولد آلفرد الکساندر (۱۹۱۷–۲۰۱۰)، یک مددکار اجتماعی بود. خواهر و برادر الکساندر سوزان و دیوید نام دارند. الکساندر توسط مادرش در سانتا کلارا، کالیفرنیا بزرگ شد. او می‌خواست روزنامه‌نگار شود، اما والدینش - که هزینه تحصیل او را می‌پرداختند - می‌خواستند او مهندس شود. پس از یک کار تابستانی در مرکز تحقیقات ایمز، او به علوم سیاره‌ای علاقه‌مند شد. اگرچه او برای کار در بخش مهندسی استخدام شده بود، اما یواشکی به بخش علوم می‌رفت و در آنجا متوجه شد که نه تنها در این کار خوب است، بلکه برایش آسان‌تر و لذت بخش‌تر از چیزی است که انتظار داشت.

## تحصیلات
در سال ۱۹۸۳، الکساندر مدرک کارشناسی علوم خود را از دانشگاه کالیفرنیا، برکلی در رشته ژئوفیزیک دریافت کرد، که به نظر او زمینه آموزشی مناسبی برای یک دانشمند سیاره‌شناس بود. الکساندر در سال ۱۹۸۵ مدرک کارشناسی ارشد خود را از دانشگاه کالیفرنیا، لس آنجلس در رشته‌های ژئوفیزیک و فیزیک فضایی دریافت کرد. پایان‌نامه کارشناسی ارشد او از داده‌های مدارگرد پایونیر ونوس برای مطالعه تغییرات چرخه خورشیدی در تابش شدید فرابنفش یونوسفر زهره و برهمکنش آن با باد خورشیدی استفاده کرد. او مدرک دکترای خود را در علوم جوی، اقیانوسی و فضایی، با تخصص در فیزیک پلاسمای فضایی، از دانشگاه میشیگان در سال ۱۹۹۳ اخذ کرد.

## حرفه
الکساندر به عنوان محقق در موضوعات مختلفی از جمله تکامل و فیزیک داخلی دنباله‌دارها، مشتری و قمرهای آن، مغناطیس‌سپهر، تکتونیک صفحه، پلاسمای فضایی، ناپیوستگی‌ها و گسترش باد خورشیدی و سیاره کار کرده است. او همچنین به عنوان هماهنگ‌کننده علمی در مأموریت کاسینی-هویگنس در زحل با تیم اصلی پروژه همکاری کرده است. او ۱۴ مقاله نوشته یا در تألیف مشترک آن‌ها مشارکت داشت. او یک مدافع قوی برای زنان و اقلیت‌ها در زمینه علم، فناوری، مهندسی و ریاضیات است. الکساندر با بسیاری از زنان جوان در دانشگاه میشیگان کار کرد و به آنها کمک کرد تا تحصیلات خود را به پایان برسانند. او الگوی بسیاری از زنان رنگین‌پوست به‌شمار می‌رفت و دائم آنها را تشویق به حضور در آموزش عالی می‌کرد. او همچنین به جوانان، به ویژه دختران جوان رنگین‌پوست، همواره توصیه می‌کرد در زمینه‌های علمی حضور یابند.

## مرگ
در ۱۱ ژوئیه ۲۰۱۵، الکساندر پس از ده سال مبارزه با سرطان سینه در آرکادیا، کالیفرنیا درگذشت. او در پارک یادبود اوک هیل در سن خوزه، کالیفرنیا به خاک سپرده شد.